# Srŏk Chol Kiri
Srŏk Chol Kiri är ett distrikt i Kambodja.   Det ligger i provinsen Kampong Chhnang, i den centrala delen av landet, 70 km norr om huvudstaden Phnom Penh. Antalet invånare är 28 300.